# Gorda
Gorda (títol original en anglès Fat Pig) és una obra de teatre del dramaturg estatunidenc Neil LaBute estrenada en 2004. Ha estat traduïda al català per Joan Sallent.

## Argument
L'obra conta la història de Tom, un professional liberal resident en una gran ciutat, que s'enamora de bibliotecària afligida d'obesitat anomenada Helen. Es coneixen en un restaurant i Tom queda corprès de la naturalitat amb què ella s'accepta a si mateixa. Comencen llavors a sortir. Un parell de setmanes més tard, Carter, el millor amic de Tom, intueix que Tom ha iniciat una nova relació. Inquiere a Tom sobre el tema davant d'una altra companya de treball, Jeannie, que ha mantingut igualment relacions amb Tom però de manera esporàdica. Malgrat que Tom pretén mantenir la seva relació lluny de les tafaneries dels seus amics, Carter es fa el encontradizo i coneix finalment a Heles. Però veient el seu físic conclou que no pot ser ella el nou amor de Tom i la ridiculitza davant el seu amic quan ella s'absenta un moment. Pocs dies després és Jeannie la que mostra a Tom la seva sorpresa i empipament en confirmar que ha estat reemplaçada en el cor de Tom per una grossa. Mentrestant, els sentiments entre Tom i Helen es fan més profunds, fins al punt que ella rebutja una promoció laboral en una altra ciutat per a no serpararse del seu nuvi. No obstant això, ell continua mostrant-se reticent a presentar-la als seus amics, perquè en el fons s'avergonyeix d'ella. Helen conscient de la situació li dona un ultimàtum, que finalment posa fi a la relació, vençuda pels convencionalismes socials.

## Representacions destacades
- Lucille Lortel Theatre, Off-Broadway, Nova York, 23 de novembre de 2004. Estrena Mundial.[3][4]
  - Direcció: Jo Bonney.
  - Intèrprets: Ashlie Atkinson (Helen), Jeremy Piven (Tom), Andrew McCarthy  (Carter), Keri Russell (Jeannie).

- Teatro Alcázar, Madrid, 2006.
  - Direcció: Tamzin Townsend.
  - Intèrprets: Teté Delgado (Elena), Luis Merlo (Tony), Iñaki Miramón, Lidia Otón.[5]

- Teatre Villarroel, Barcelona, 2006.Versió en català.
  - Direcció: Magda Puyo.
  - Intèrprets: Mireia Gubianas (Elena), Ivan Benet (Tony), Òscar Rabadán i Cristina Genebat.[6]

- Audrey Skirball-Kenis Theater, Los Angeles, 2007.
  - Intèrprets: Kirsten Vangsness (Helen), Scott Wolf (Tom), Chris Pine (Carter), Andrea Anders (Jeannie).[7]

- Paseo La Plaza, Buenos Aires, 2008.
  - Direcció: Daniel Veronese.
  - Intèrprets: Mireia Gubianas (Hellen), Gabriel Goity (Tom), Jorge Suárez i María Socas.[8]

- Estudis Trafalgar, Londres, 2008.
  - Intèrprets: Ella Smith (Helen), Robert Webb (Tom), Kris Marshall (Carter), Joanna Page (Jeannie).[9]

- Sala Teatro MovieCenter, Montevideo, 2009.
  - Direcció: Mario Morgan.
  - Intèrprets: Nair Suárez (Hellen), Álvaro Armand Ugón (Tom), César Troncoso i Patricia Wolf.[10]

- Teatro Nacional La Castellana, Bogotà, 2009.
  - Direcció: Mario Morgan.
  - Intèrprets: Constanza Hernández (Hellen), Fabián Mendoza (Tom), Tatiana Rentería, Juan Sebastián Aragón.

- Teatro Fernando Soler, Ciutat de Mèxic, 2010.
  - Intérprets: Mireia Gubianas (Hellen), Héctor Suárez Gomís (Tomi), Juan Carlos Barreto (Dani) i Lourdes Reyes (Juana).

- Théâtre de Paris, París, 2015.Versión en francès amb el títol d' "Énorme".
  - Direcció: Marie-Pascale Osterrieth
  - Intèrprets: Julie de Bona, Thomas Lempire, Bertrand Usclat, Charlotte Gaccio.